# 光明寺 (常滑市)
光明寺（こうみょうじ）は、愛知県常滑市大野町にある浄土真宗東本願寺派の仏教寺院。山号は小林山。本尊は阿弥陀如来。

## 歴史

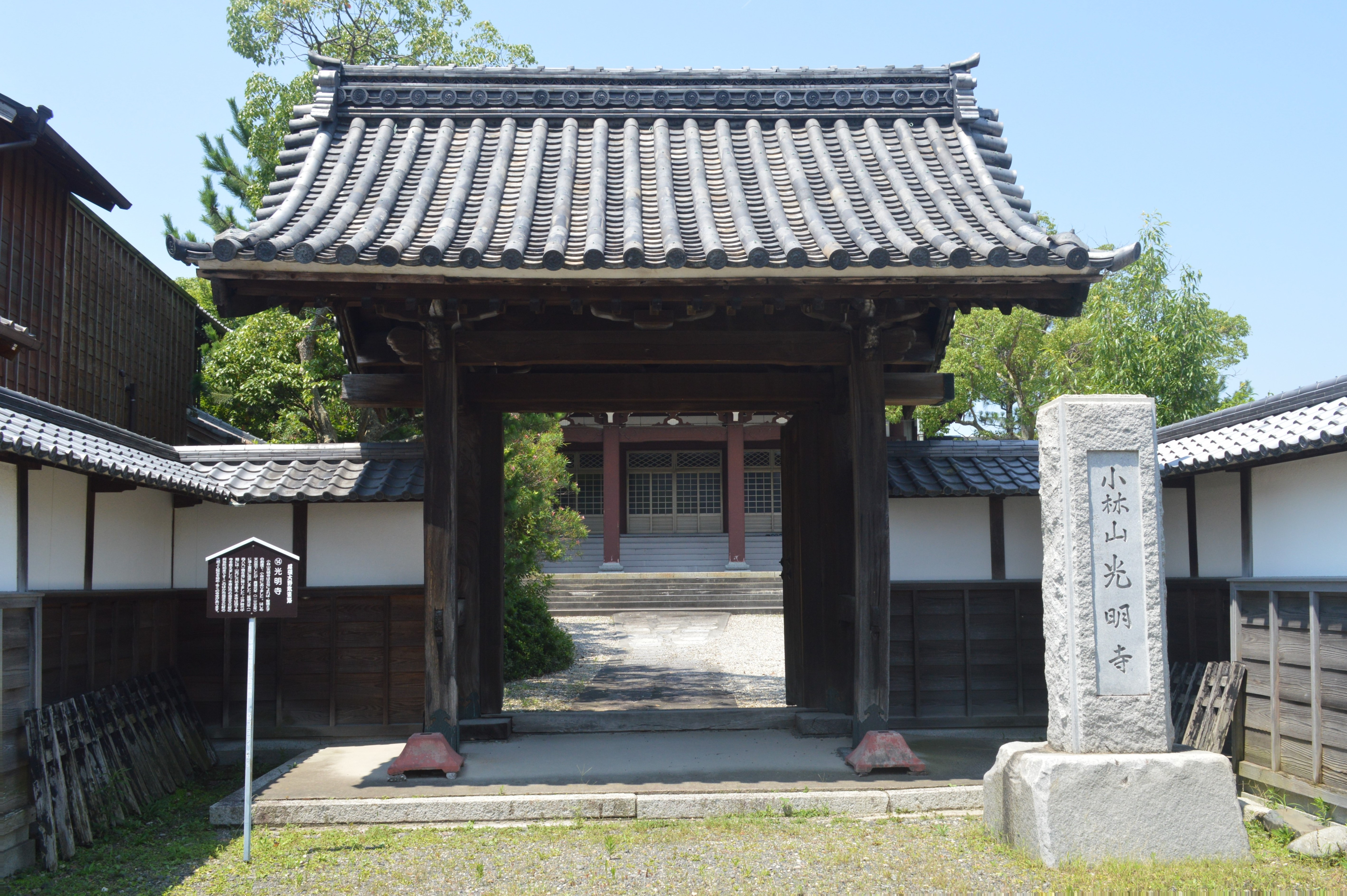
山門

寺伝によると、この寺は醍醐天皇の勅願所であり、小林村にあった天台宗寺院であった。しかし、文暦2年（1235年）、坂東から帰洛途中の親鸞聖人が三河の柳堂で17日間の布教を行った際、当時の住持仏性が勧化され、浄土真宗に改宗したという。小林村は現在の常滑市小林町にあたり、現在地よりも約1800メートル南で海岸線に近い場所である。
延徳元年（1489年）、尾張国知多郡大野（現在地の常滑市大野町）に移転した。お東騒動のときに真宗大谷派から独立し、浄土真宗東本願寺派に転派した。そのため、現在は単立寺院である。光明寺14世浄祐の室は緒川城主水野忠政の娘、16世宣芸（東本願寺第12代法主・教如の甥）を越後浄興寺から養子に迎え、19世一任を蓮如の末裔である箸尾教行寺から養子に迎えるなどの貴種との縁により、東本願寺内での寺格は高まった。それ故、明治期までは中本山的な性格を有し、寺内地寺院を含め48ヶ寺の末寺があり、知多半島に於ける真宗の一大拠点寺院であった。

## 文化財

### 市指定文化財
- 木造阿弥陀如来立像 - 鎌倉時代作。
- 絹本着色法然上人絵伝6面 - 南北朝時代

## 所在地
愛知県常滑市大野町10丁目65番地
愛知県常滑市大野町10丁目56番地
愛知県知多市八幡字月山2番地